# 뤼시앵 파브르
뤼시앵 파브르(Lucien Favre, 1957년 11월 2일, 생바르텔레미 ~ )는 스위스의 전직 축구 선수이자 현직 축구 감독이다.

## 선수 경력
그는 선수 시절, 스위스 축구 국가대표팀 경기에 24번 뛰었고, 네덜란드와의 데뷔전에서 득점을 기록하였다. 그가 뛰었던 클럽은, FC 로잔-스포르트, 뇌샤텔 크사막스, 툴루즈 FC, 그리고 세르베트 FC이다. 그는 다재다능하고 지능적인 플레이메이커로 활약을 펼쳤다, 1991년에 은퇴를 선언하였다.

### 스위스 축구 국가대표팀
24경기 출장 (네덜란드전에서 1골을 기록하였으며 네덜란드 또한 뤼트 휠릿과 프랑크 레이카르트의 국가대표팀 데뷔전이기도 하였다.)
- 첫 번째 출장: 네덜란드전, 2-1, 1981년 9월 1일 스위스 취리히
- 마지막 출장: 포르투갈전, 3-1, 1989년 4월 26일 포르투갈 리스본

## 감독 경력

### FC 에샬렝
뤼시앵 파브르는 1991년에 FC 에샬렝의 U-19팀 수석 코치직을 맡으며 감독직에 입문하였다. 이듬 해, 그는 U-17팀을 맡았고, 1993년에는 1군 감독을 맡게 되었다. 그의 지도 하에, 그의 젊은 스쿼드는 2부리그로 승격되었다. 이 승격은 현재까지 에샬렝의 최고 성적이다.

### 뇌샤텔 크사막스
FC 에샬렝에서의 4년간 감독직을 수행한 후, 뤼시앵 파브르는 뇌샤텔 크사막스의 유소년팀 감독으로 임명되었다. 그는 이 이적으로 인하여 첫 프로 클럽 운영에 대하여 경험하게 되었다.

### 이베르동스포르트 FC와 세르베트 FC
1997년 1월, 뤼시앵 파브르는 당시 2부리그 하위권을 맴돌던 이베르동스포르트 FC의 감독으로 임명되었다. 1999년, 그는 이베르동을 스위스 1부리그로 승격시켰다. 이듬 해, 그의 팀은 놀랍게도 5위로 마감하였고, 이는 현재까지 이베르동의 1부리그 최고 성적이다.
2000년 여름, 파브르는 그가 선수시절에 리그 우승을 경험했던 제네바의 명문 클럽, 세르베트 FC로 이적하였다. 그가 제네바에서 감독 생활의 정점은 2001년의 스위스 컵 우승과, 그 다음 시즌의 UEFA 컵에서의 선전이었다. 세르베트는 슬라비아 프라하, 레알 사라고사, 그리고 헤르타 BSC 베를린 (베를린 올림픽 경기장에서 3-0 완승을 포함하여) 을 꺾었지만 16강에서 발렌시아 CF (0-3과 2-2를) 만나 탈락하였다. 3달 후 발렌시아 CF는 라파엘 베니테스 감독 하에 2001-02 시즌의 스페인 라 리가를 우승하였다.

### FC 취리히
2003년, 파브르는 FC 취리히의 감독으로 내정되었다. 그는 2005년에 FC 루체른을 꺾고 스위스 컵을 우승하였다. 그 다음 시즌, FCZ는 25년간의 리그 무관 끝에 FC 바젤을 마지막 라운드에서 꺾고 우승하였다. 2007년 5월 29일, 스위스 리그 우승 이후, 그는 2회 연속 스위스 최고의 감독으로 선정되었다.

### 헤르타 BSC 베를린

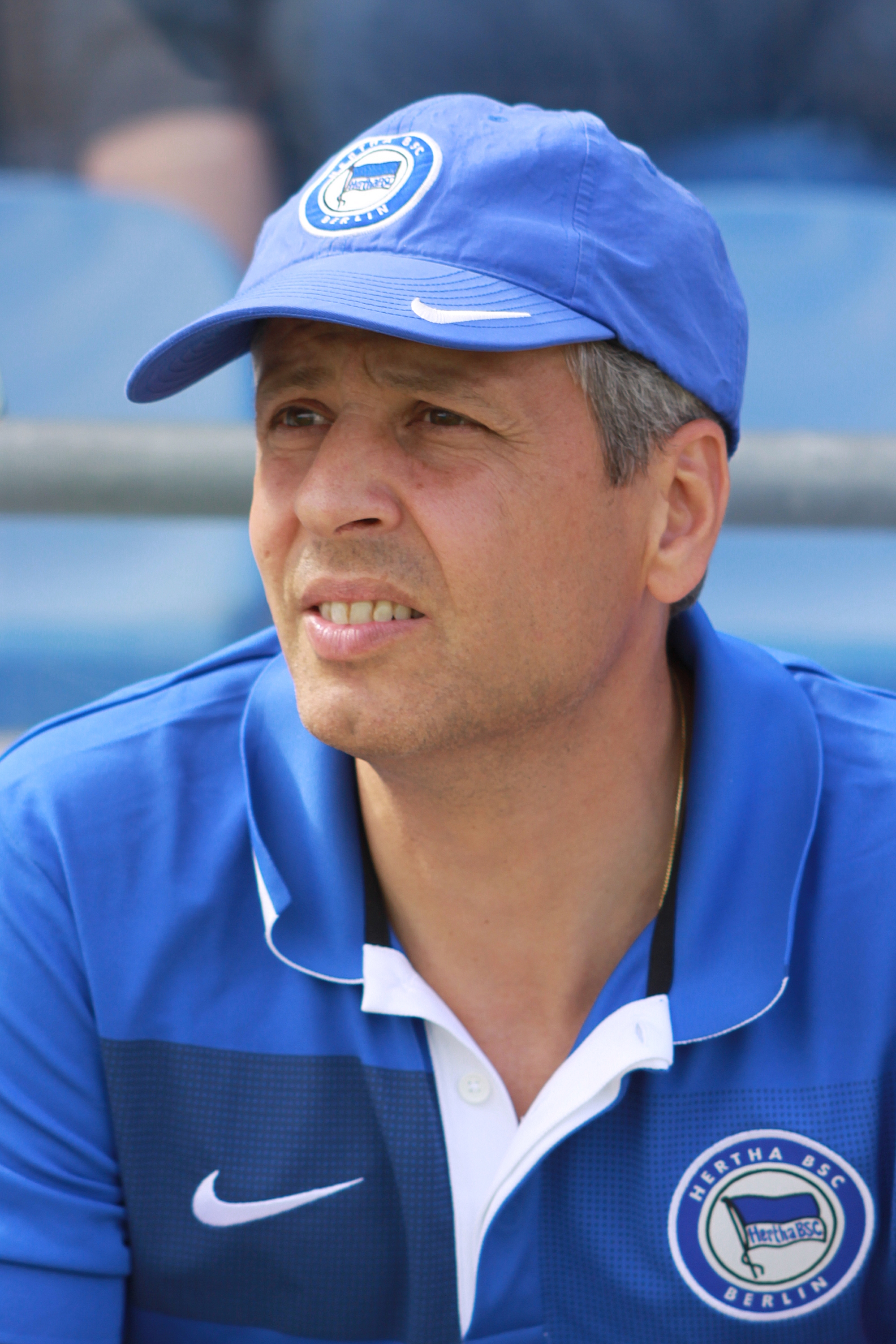
헤르타 베를린의 파브르

2007년 6월 1일, 독일 분데스리가의 헤르타 BSC 베를린은 뤼시앵 파브르가 감독으로 내정되었으며, 3년 계약을 체결하였다고 발표하였다.
2008-09 시즌, 그는 헤르타 BSC를 분데스리가에서 연봉 13위를 받는 감독인데도 불구하고, 리그 4위로 마감하게 하였다. 2009년 2월, 약 75,000명이 웅집한 베를린 올림픽 경기장에서 탁월한 전략으로 FC 바이에른 뮌헨을 2-1 꺾으며, 베를린에서의 정점을 찍었다. 이 경기로 베를린이 분데스리가 선두에 올랐다. 파브르 감독은 계약을 1년 연장하였다.
2009-10 시즌, 헤르타에 재정난이 덮치며 효율적인 운용에 차질을 빚게 되었다. 더 나아가서, 팀의 주축선수 3명이 베를린을 떠났다: 요시프 시무니치, 안드리 보로닌, 마르코 판텔리치. 2009년 9월 말, 헤르타는 리그에서 고전하였고, 파브르는 해임되었다.

### 보루시아 묀헨글라트바흐
2011년 2월 14일, 그는 미하엘 프론첵 감독을 대신하여 보루시아 묀헨글라트바흐의 감독으로 내정되었다. 당시 묀헨글라트바흐는 22 라운드 이후, 승점 16점밖에 없으며, 최하위권으로 쳐저있었다. 결국, 그는 2010-11 시즌에 팀을 강등으로부터 구제하였다.

## 지도 철학
뤼시앵 파브르는 빠르고 역동적이고, 공격적이며, 볼 점유율이 높으며 변칙적인 템포의 축구를 지향한다. 이 경기 운영 방식은 그가 감독을 맡았던 클럽에 최고의 성적을 내도록 하였다. 더 나아가서, 파브르는 전술적으로 능하며, 그의 상대가 조직적인 팀을 관통하는데 어렵도록 한다.
뤼시앵 파브르는 유망주 육성 능력으로도 알려져 있으며, 그는 1군팀 감독이 되기 전에 유소년팀 감독으로 감독직에 입문한 바 있다. 그의 리더쉽 하에 블레림 제마일리, 알멘 압디, 슈테페 폰 베어겐, 그리고 괴한 인레르는 해외 진출 이전에 스위스 축구 국가대표팀에 데뷔하였다. 2007년, FC 취리히는 스쿼드 평균연령 21.5세로 스위스 리그 우승을 거두었다.

## 수상

### 선수
- UEFA 주관 대회 : 17경기 출장, 4골
- 1985년 : 스위스 리그 우승 (세르베트 FC)

### 감독
- 1994년 : 2부리그 승격 (FC 에샬렝)
- 1999년 : 1부리그 승격 (이베르동스포르트 FC)
- 2001년 : 스위스 컵 우승 (세르베트 FC)
- 2005년 : 스위스 컵 우승 (FC 취리히)
- 2006년, 2007년: 스위스 리그 우승 (FC 취리히)
- 2006년, 2007년: 올해의 감독 (스위스)
- 2009년 : 올해의 감독 (독일)